# Saineta
Saineta je populární španělská forma drobné zpěvohry.
Saineta se vyvinula z entremés, drobné komické scénky s lidovými prvky, která se zpravidla hrála mezi prvním a druhým jednáním divadelního představení. Saineta je obvykle komická jednoaktovka, která se hraje na závěr jiného divadelního představení nebo o přestávce mezi akty. Délka nepřesahuje cca 20 minut. Text sainet je psán v hovorovém stylu, zobrazuje scény z běžného života lidu a ve své době často reagoval na aktuální události. Byla oblíbená od 18. do poloviny 20. století.
Známými autory sainet byli např. skladatelé Ramón de la Cruz, Antonio Soler, Manuel Penella či Josep Ribas.